# Dreszcze
Pour plus de détails, voir Fiche technique et Distribution.
Dreszcze est un film polonais réalisé par Wojciech Marczewski, sorti en 1981. Le film remporte le Grand prix du jury et le prix FIPRESCI à la Berlinale 1982.

## Fiche technique
- Titre français : Dreszcze
- Réalisation : Wojciech Marczewski
- Scénario : Wojciech Marczewski
- Photographie : Jerzy Zieliński
- Musique : Andrzej Trzaskowski
- Pays de production : Pologne
- Format : Couleurs - Mono
- Genre : drame
- Durée : 106 minutes
- Date de sortie : 1981

## Distribution
- Tomasz Hudziec : Tomek Zukowski
- Teresa Marczewska : Guide
- Marek Kondrat : Tutor
- Zdzislaw Wardejn : Inspecteur
- Jerzy Binczycki : Teacher Cebula
- Boguslaw Linda : UB-officer
- Gosia Dobrowolska : Malgosia